# Фрідріх (маркграф Тосканський)
Фрідріх (†липень 1055) — маркграф Тосканський (1052—1055), єдиний син наймогутнішого князя Північної Італії того часу маркграфа Боніфація IV і його другої дружини Беатриси, дочки герцога Лотаринзького Фрідріха II.
Оскільки був дуже молодим його мати виконувала обов'язки регента. У 1054 Беатриса вийшла заміж за герцога Лотаринзького Годфріда III. Годфрід зрадив імператора Священної Римської імперії Генріха III, а тому цей шлюб також був визнаний зрадницьким. У 1055 році Генріх III прибув із двором до Флоренції й заарештував Беатрису, тоді як Годфрід продовжував бунтувати в Лотарингії. Імператор наказав неповнолітньому маркграфу Фрідріху прийти до нього, проте той відмовився. Через кілька днів з невідомої причини Фрідріх помер.
Фрідріху спадкувала його сестра Матильда, від імені якої правили її мати та вітчим.